# Elton Britt
Elton Britt (* 27. Juni 1913 in Zack, Arkansas; † 22. Juni 1972 in McConnelsburg, Pennsylvania; eigentlicher Name James Elton Baker) war ein US-amerikanischer Country-Musiker. Britt gelang mit There’s a Star Spangled Banner Waving Somewhere der größte Hit der Kriegsära 1942–1945.

## Leben

### Kindheit und Jugend
Elton Britt wurde als jüngstes Kind der Eheleute James M. und Martella Baker in Zack, Arkansas, geboren. Britt war von Geburt an ein schwer krankes Kind, daher gaben ihm seine Eltern zunächst keinen Namen. Erst mit etwa einem Jahr erhielt Britt den Namen James Elton. Er war nach seinem Vater sowie dem Arzt Dr. Elton Wilson benannt, der ihm das Leben gerettet hatte. Britt wuchs in einer musikalischen Familie auf; als Kind kaufte er sich selbst seine erste Gitarre und war später fasziniert von den Platten Jimmie Rodgers’. Er lernte, wie man jodelte und wurde bald für seine Fähigkeit bekannt, äußerst lange zu jodeln.

### Anfänge
Seine musikalische Karriere begann Britt, als er für die Beverly Hill Billies ihren Musiker Hugh Ashley vertrat. Die Gruppe kam gerade aus Kalifornien, um wieder in ihren Heimatstaat Arkansas zu arbeiten. Schon bald wurde Britt festes Mitglied der Band, die eine tägliche Radioshow auf KMPC hatten. Hier erhielt er auch seinen Künstlernamen „Elton Britt“. Glen Rice, Mitarbeiter einer Firma, die ihre Radioshows sponserte, bemerkte, dass Elton Baker nicht genug nach „Hill Billy“ klang und daher übernahm er ab jetzt den Künstlernamen Elton Britt.

### Karriere
Seine erste Plattenaufnahme machte Britt 1933 bei Conqueror Records zusammen mit den Wenatchee Mountaineers. Im Juni 1934 spielte er zusammen mit seinem Bruder Vernon seinen ersten bekannteren Song Chime Bells ein, der 1948 in einer neuen Version auf Platz sechs der Charts kommen sollte. Auch mit den Beverly Hill Billies spielte Britt als Hintergrundmusiker einige Platten ein. 1933 war Britt nach New York City gezogen.
1937 unterschrieb Britt einen Vertrag bei der RCA Victor Record Company, bei der er bis 1956 blieb. Zuerst wollte der Erfolg nicht kommen, auch wenn er bei unzähligen Radiostationen auftrat und 1933 in seinem ersten Film The Last Dogie mitspielte. Doch Ende der 1930er-Jahre ging es mit seiner Karriere aufwärts: Britt lernte den Songschreiber Bob Miller kennen, der alle seiner späteren großen Hits schreiben sollte. Britt erreichte mit Titeln wie Rocky Mountain Lullaby, Driftwood on a River oder einer anderen Version von Chime Bells erstmals respektable Verkaufszahlen. 1942, der Zweite Weltkrieg hatte auch die USA erreicht, gelang Britt mit dem patriotischen Song There’s a Star Spangled Banner Waving Somewhere der große Durchbruch. Der Titel verkaufte sich insgesamt über vier Millionen Mal und wurde zum größten Hit der Kriegszeit. Durch seinen Hit wurde Britt auch eine ganz besondere Ehre zuteil; er wurde von Präsident Franklin D. Roosevelt in das Weiße Haus eingeladen, wo er There’s a Star Spangled Banner Waving Somewhere vortrug.
Als das Billboard Magazin 1944 seine Charts der Hot Country Songs erstmals veröffentlichte, war auch Elton Britt darunter. In der zweiten Hälfte des Jahrzehnts war er elf Mal in den Country-Top-Ten, auch wenn er nie Platz eins erreichte. Weitere Hits von Britt waren unter anderem Someday (1944), Detour (1946), Candy Kisses (1949) und Quicksilver (1950). Britt wurde Mitglied gleich mehrerer berühmter Country-Shows: des WWVA Jamborees, des KWKH Louisiana Hayrides und des WCOP Hayloft Jamborees sowie des nicht ganz so bekannten Garden State Jamboree auf WATV. Britt war auf dem Höhepunkt seiner Karriere angekommen.
In den 1950er-Jahren blieben die Hits aus, trotzdem spielte Britt bei RCA und ab 1957 bei ABC-Paramount weiterhin Platten ein. 1960 kandidierte Britt für die Präsidentschaft der Vereinigten Staaten, verlor jedoch. Er widmete sich wieder der Musik und hatte 1968 mit dem Jimmie Rodgers Blues, der Platz 26 der Charts erreichte, seinen letzten Hit. Zwei Jahre zuvor konnte sich sein Album Something For Everyone in den Top-30 Album-Charts platzieren. Am 21. Juni 1972 erlitt Britt während einer Autofahrt einen Herzinfarkt und starb einen Tag später in einem Krankenhaus in McConnelsburg, Pennsylvania. Britt wurde auf dem Odd Fellows Cemetery in Broad Top, Pennsylvania, beigesetzt. Er wurde postum mit der Aufnahme in die Western Music Association Hall of Fame (1990) und in die America’s Old Time Country Music Hall of Fame im Jahre 2005 geehrt.

## Diskographie

### Singles
Diskographie nicht vollständig.
| Jahr              | Titel                                                                          | #       | Anmerkungen                    |
| ----------------- | ------------------------------------------------------------------------------ | ------- | ------------------------------ |
| Conqueror Records |                                                                                |         |                                |
| 193?              | I Like Mountain Music / I Was Born In The Mountains                            |         | mit den Wenatchee Mountaineers |
| 193?              | Wait For The Wagon / My Southland                                              |         | mit den Wenatchee Mountaineers |
| 193?              | By The Sleepy Rio Grande / Bring Your Roses To Mother                          |         | mit den Wenatchee Mountaineers |
| 193?              | Alpine Milkman Yodel / Swiss Yodel                                             |         | mit den Wenatchee Mountaineers |
| 193?              | Just an Old Fashioned Locket / Dear Old Southern Moon                          |         | mit den Wenatchee Mountaineers |
| 1933              | Listen To The Mocking Bird / Wedding Bells Waltzs                              |         | mit den Wenatchee Mountaineers |
| Bluebird Records  |                                                                                |         |                                |
| 1939              | Just Because You’re in Deep Elm / Chime Bells                                  | BB-8166 |                                |
|                   | They’re Burning Down the House / Patent Leather Boots                          | BB-8175 |                                |
|                   | Driftwood on the River / Two More Years                                        | BB-8223 |                                |
|                   | Mistook in the Woman I Love / Missouri Joe                                     | BB-8245 |                                |
|                   | Over the Trail / Why Did You Leave Me Alone                                    | BB-8430 |                                |
|                   | Dream Land Bay / They’re Positively Wrong                                      | BB-8461 |                                |
|                   | Will You Wait for Me / I’ll Be in the Army for a While                         | BB-8912 |                                |
|                   | She Taught Me to Yodel / Where Are You Now?                                    | BB-8946 |                                |
| RCA Victor        |                                                                                |         |                                |
| 1942              | There’s a Star Spangled Banner Waving Somewhere / Blue Eyes Crying in the Rain |         |                                |
| 1945              | I’m a Convict With Old Glory in My Heart / The Best Part of Travel             | BB0517  | # 7 C&W-Charts                 |
| 1946              | Someday / I’m All That’s Left of That Old Quartett                             | BB0521  | # 2 C&W-Charts                 |
| 1946              | Wave to Me, Lady / Blueberry Lane                                              | 20-1789 | # 3 C&W-Charts                 |
| 1946              | Detour / Make Room in Your Heart for a Friend                                  | 20-1817 | # 5 C&W-Charts                 |
| 1946              | Blue Texas Moonlight / Thank Heaven for You                                    | 20-1873 | mit den Skytoppers # 6 C&W     |
| 1946              | Gotta Get Together With My Gal / I Get the Blues When It Rains                 | 20-1927 | # 4 C&W-Charts                 |
| 1948              | Chime Bells / Someday                                                          | 20-3090 | mit den Skytoppers # 6 C&W     |
| 1949              | Beyond the Sunset /?                                                           | 47-3105 | mit Rosalie Allen; # 7 C&W     |
| 1949              | Candy Kisses /?                                                                | 21-0006 | mit den Skytoppers; # 4 C&W    |
| 195?              | Quicksilver /?                                                                 | 48-0168 | mit den Skytoppers; # 3 C&W    |
| 1951              | I’m Going to Walk and Talk With My God / God’s Little Candles                  |         | mit den Jordaineres            |
| 1954              | Hurts Me to My Heart / Goodnight Mrs. Jones                                    |         |                                |
| 1955              | I Almost Lost My Mind / Absent Minded Heart                                    |         |                                |
| 1955              | St. James Avenue / Uranium Fever                                               |         |                                |
| 1956              | The Yodel Blues /?                                                             |         | mit Rosalie Allen              |
| ABC-Paramount     |                                                                                |         |                                |
| 1960              | The Convict and the Rose / Lost Highway                                        |         |                                |
| 1960              | Sioux City Sue / Taller Then Trees                                             |         |                                |
| Decca Records     |                                                                                |         |                                |
| 1963              | Christmas In November / Jingle Bells Polka                                     |         |                                |
| ABC-Paramount     |                                                                                |         |                                |
| 1965              | Home Sweet Homesick Blues / Now Is the Hour                                    |         |                                |
| 1965              | There’s a Star Spangled Banner Waving Somewhere / Red Wing                     |         |                                |
| 1966              | I Still Believe / It Just Happened That Way                                    |         |                                |
| RCA Victor        |                                                                                |         |                                |
| 1966              | Someday / Chime Bells                                                          |         |                                |
| 1966              | Detour / There’s a Star Spangled Banner Waving Somewhere                       |         |                                |
| 1968              | The Jimmie Rodgers Blues /?                                                    |         |                                |
| 1968              | The Bitter Taste /?                                                            |         |                                |
| Certron Records   |                                                                                |         |                                |
| 1970              | Step Into My Soul / Three Nights I’m Not                                       |         |                                |

### Alben
- 1954: Elton Britt Yodel Songs
- 1956: Yodel Songs
- 1956: Elton Britt – America’s Greatest Western Recording Star
- 1958: Elton Britt & Rosalie Allen
- 1959: The Wandering Cowboy
- 1960: Beyond the Sunset
- 1960: I Heard I Forest Praying
- 1963: The Best of Britt
- 1965: The Singing Hills
- 1966: Something for Everyone
- 1968: When Evening Shadows Fall
- 1968: The Jimmie Rodgers Blues
- 1970: Elton Britt Sings Modern Country
- 1972: The Best 2
- 1972: 16 Great Country Performances